# Dell
Dell Inc. je ameriško računalniško podjetje s sedežem v Teksasu. Ukvarja se s proizvodnjo različne strojne opreme.
Dell je, kot eden izmed prvih proizvajalcev strojne opreme na svojih izdelkih ponudil le Windows Vista, kar so njegovi uporabniki zelo kritizirali na portalu IdeaStorm in zahtevali možnost namestite Windows XP. Meseca maja 2007 je na svoje izdelke, zaradi številnih prošenj njihovih uporabnikov na istem portalu, kot privzet operacijski sistem ponudil distribucijo Linuxa Ubuntu. 